# Marie Voříšková
Marie Voříšková, křtěná Marie Magdalena Františka, provdaná Šindelářová (15. září 1907, Vrané nad Vltavou – 20. června 1987 Praha) byla česká spisovatelka a dramatička, autorka literatury pro děti a mládež, dobrodružných a romantických příběhů.

## Životopis
Marie Voříšková se narodila v roce 1907 ve Vraném nad Vltavou v rodině přednosty stanice ve Vraném Antonínu Voříškovi a jeho ženě Josefíně Marii rodem Egrtové z Karlína. Provdaná Šindelářová, psala pod dívčím jménem, první knihy podepisovala jako Máňa Voříšková, později též jako Marie Voříšková-Šindelářová. Pražská autorka milostné a pohádkové četby, často užívající exotických prostředí a dobrodružných syžetů. Psala též dramata a dramatizace pro mládež, rozhlas a televizi. Nedokončila reálné gymnázium, do roku 1931 a znovu pak po roce 1945 pracovala jako úřednice. V roce 1931 se stala redaktorkou časopisů pro ženy Pražanka, Listu paní a dívek  a v letech 1935 až 1939 byla šéfredaktorkou časopisu pro děti Punťa. Přispívala též do sešitové románové edice Červená knihovna, která vycházela v letech 1940-1944.
Tiskla romány na pokračování v ženském tisku, první knihy vydala roce 1935 v edici Červená knihovna (mj. pro nakladatelství Noc v bouři), Rodina a pro Nakladatelské družstvo Máje napsala celou řadu titulů dívčí a dětské četby (Tonča komediantka, Přednostovic Madlenka). Za okupace žila jako autorka na volné noze. Po válce vydala dívčí román z okupace Osvobozené jaro, dobrodružný román Černý květ, vrcholící za Pražského povstání a mezitím několik souborů pohádek a bájí. V 60. letech byla odpovědnou redaktorkou Nakladatelství Lidová demokracie a v 80. letech také Nakladatelství Vyšehrad.
Byla první neromskou autorkou v Československu, která sbírala romské pohádky. V roce 1959 vydala sbírkou Cikánské pohádky a v 1969 Zpívající housle. Její sbírky byly přeloženy do francouzštiny, němčiny, angličtiny, finštiny, nizozemštiny, dánštiny a španělštiny.

## Dílo

### Knihy
- Tonča komediantka. Nakl. Rodina, Praha 1935.
- Pim a Pam. Komedianská dvojčata. Edice Máj, Praha 1935.
- Chaloupka strýčka Toma. Edice Máj, Praha 1937. (adaptace z angličtiny podle románu Harriet Beecher Stoweovou)
- Punťa honí gangstery. (Divadelní hra), Edice Máj, Praha, 1938.
- Jiřinka poručík. Praha 1939.
- Hanka jede za štěstím. Edice Máj, Praha 1939.
- Jeden den tulačkou. Edice Máj, Praha 1939.
- Fibi, děvče z přístavní čtvrti. Nakl. Tempo, Praha 1940.
- Hvězda na slunečném ranči. Edice Máj, Praha 1940.
- Mamičko, vrať se! Edice Máj, Praha 1940.
- Králova orchidejí. Nakl. Tempo. Praha 1940.
- Odpoutané činy. Vyd. Cvrčka, Praha 1940.
- Železný stín. Nakl. Melantrich, Praha 1941.
- Přednostovic Madlenka. (Dívčí román), Nakl. Rodina, Praha 1942.
  - díl 1: Madlenka všudybylka.
  - díl 2: Studentka Madlenka.
- Cvalíčka a Čahounka povedený cirkus. Nakl. Rodina, Praha 1942.
- U zvířátek na dědině. Nakl. Rodina, Praha, 1942.
- Omyly lásky. Nakl. Tempo, Praha 1944.
- Tajemný Petr Nielsen. Nakl. Tempo, Praha 1944.
- Tvář pod závojem. Nakl. Tempo. Praha 1944.
- Osvobozené jaro. (Příběh mladých lidí z doby okupace), Nakl. J. Tožička, Praha 1948.
- Cikánečka Zuzka. Edice Máj, Praha 1950.
- Cikánské pohádky. Nakl. Mladá fronta, Praha 1959.
- Strouha. (Dramatická pohádka o pěti obrazech podle Leonida Leonova), Praha 1960.
- Princ a chuďas. (Komedie v pěti dějstvích), Nakl. Dilla, Praha 1961. (adaptace z angličtiny podle románu Marka Twaina)
- Makaphovy dary. (Africké báje, pohádky a legendy pro dospívající mládež a dospělé), Nakl. Mladá fronta, Praha 1963.
- O lstivém šakalovi aneb Paňčatantra. Mladá fronta, Praha 1965. (adaptace Pančatantra)
- ilustrace Míla Doleželová: Zpívající housle. (Sbírka 17 romských pohádek), Nakl. Práce, Praha 1969.
- Malý domeček – plný koleček. Nakl. Mladé letá, Bratislava 1970.
- Černý květ. Nakl. Albatros, Praha 1975.
- Modrá perla. Nakl. Ivo Železný, Praha 1993, ISBN 978-80-71168-39-3.
- Pohádka ze starého lesa. 1994. (loutkova hra podle povídky Strouha Leonida Leonova)
- Čarovné pero - Cigánske rozprávky. Nakl. Buvik, Bratislava 2014.
- O chytrém selátku. Nakl. Naše vojsko, Praha 2017, ISBN 978-80-206-1644-9.

### Písně (slova)
- Leť hvězdičko bílá. (valtz a píseň). Nakl. Ota Tesař, Praha 1935.
- Čarokrásné noci v Rimini. 1940.
- Písně toulavých srdcí. (původní trampské písně pro zpěv a kytaru). 1940.
- Šla láska kolem nás… (pražský valčík). 1944.
- Miláčku, učme se italsky! (píseň a tango).

## Filmografie
Autorka námětu
- 1957: Telátko za slámy (TV inscenace)
- 1975: Nevěsta s nejkrásnějšíma očima (pohádka ze sbírky Zpívající housle)
- 1991: Krásná čarodějka (TV inscenace)
- 1993: O začarované vlčici
- 2009: Dilino a čert (TV film) (pohádka z knihy Zpívající housle)